# Jiseok (métro de Séoul)
Jiseok ( hangeul : 지석역 ; hanja : 支石驛 ) est une station de la ligne Yongin Everline à Gugal-dong, Giheung-gu, Yongin, en Corée du Sud .

## Situation sur le réseau

Plan du réseau (2023)

La station Jiseok est une station de la ligne Yongin Everline du métro de Séoul :
C'est une station aérienne, située entre la station Université Kangnam en direction du terminus est Giheung, et la station Eosong en direction du terminus est Jeondae–Everland.